# 中田鉄治
中田 鉄治（なかだ てつじ、1926年（大正15年）4月1日 - 2003年（平成15年）9月10日）は、日本の政治家。
夕張市長を1979年（昭和54年）から2003年（平成15年）まで6期24年にわたり務めた。

## 経歴
秋田県に生まれ、生後すぐに夕張町へ移住する。
高等小学校卒業後、北海道殖産銀行（後の旧北海道拓殖銀行）、北海道炭礦汽船の事務職員を経て、1945年（昭和20年）秋に夕張市役所へ入庁した。
夕張市の企画室長だった1970年（昭和45年）に「石炭産業に未来はない」との観点から新産業誘致を打ち出すなど早くから炭鉱の斜陽化・衰退への危機感を持ち、夕張市助役を務めていた1977年（昭和52年）には「炭鉱から観光へ」をキャッチフレーズとして「石炭の歴史村」事業の計画の端緒を付けた。
1971年（昭和46年）から2期8年の間、夕張市助役を務める。
1979年（昭和54年）に市長に就任した。1981年（昭和56年）10月17日起きたガスの突出事故により、当時の夕張市の主力炭鉱の一つであった北炭夕張新鉱が翌年の10月9日に閉山するなど石炭産業の衰退は想定以上に早く進むこととなる。
夕張市で大規模な炭鉱経営を行っていた北海道炭礦汽船を含めて炭鉱大手は、従業員向けの炭鉱住宅街から上水道や病院など企業が生活面などすべての面倒を見ることで身一つで従業員が働きに来られるようにしていたが、それらの設備を閉山時に放り出す形となったことから、夕張市はその後処理に約583億円の巨費を投じるなど大きな負担を背負った。
しかし、「夕張は石炭政策転換の犠牲になったのだから、国が振興策に責任を持つべきだ」などと言って補助金を積極的に引き出すなど、国が用意した閉山対策資金を活用して様々な事業を展開した。その際には「自治体は倒産しない。借金には国の保証がある」などと言ったという。
こうした考えがあったせいか、1981年（昭和56年）に財政再建団体への転落目前まで財政が悪化して自治省（現・総務省）も緊縮財政への転換を強く指導していたにもかかわらず、1982年（昭和57年）12月に市議会議員の報酬を引き上げ、1983年（昭和58年）度に前年度比17%増の積極予算を組むなど逆に一段と積極財政を推し進めた。
そして、既に第三セクターや公営企業に金融機関から借り入れさせて市が債務保証することで市債発行の代わりとするような「ヤミ起債的行為」といえる公式の会計外の資金調達手法をこの頃から活用していた。この結果、2001年（平成13年）には既に130億円台の実質的な赤字を抱え込むことになった。
こうした負債が膨張する要因ともなった観光事業を「炭鉱から観光へ」をキャッチフレーズとして推進した中田であるが、観光を地域の主力産業にすることが元々の目的ではなく、企画室長だった1970年（昭和45年）に「石炭産業に未来はない」と打ち出して新産業の招致を進めた際に、招致した相手の企業が街を視察して「こんな汚いまちに従業員を住ませられない」と断られる例が相次いだことから、観光客が集まるほどの魅力的な街づくりを行って長い目で見て企業を招致する戦略として始めたものだったとされている。
夕張の主要産業だった炭鉱の閉山後、「分不相応の投資をしなければ、夕張市は再生しない」とし、観光振興を目当てに、下記のようなテーマパーク「石炭の歴史村」の各施設の建設や、ゆうばり国際ファンタスティック映画祭に代表されるイベントを連発した。
- 1980年（昭和55年） - 夕張市石炭博物館、約14億8300万円
- 1983年（昭和58年） - 石炭の歴史村（遊園地）、約55億円[4]
- 1985年（昭和60年） - めろん城[8]、約6億5000万円
- 1988年（昭和63年） - ロボット大科学館、約8億5000万円
- 2002年（平成14年） - マウントレースイスキーリゾート、約26億円（松下興産から買収）[7]

しかし、これらの観光振興政策は粗雑な計画で、かつての石炭ほどの利益をもたらすはずもなく、人口流出と併せて、かえって夕張の財政を致命的に圧迫させるだけの結果に終わった。
2003年4月、夕張市長を退任。同年9月10日13時8分、肝細胞癌のため死去、77歳。死没日をもって勲三等瑞宝章追贈、従五位に叙される。
3年後の2006年（平成18年）6月20日に後任の後藤健二市長が「財政再建団体」申請を行うことを表明して夕張市の財政が破綻した。

## 芸能分野への関与
北海道でロケが行われた『西部警察 PART-III』（テレビ朝日系）の最終回に医師役で出演した。その4年後、やはり夕張市が舞台となった特撮番組『仮面ライダーBLACK』（毎日放送・TBS系）の37話「想い出は夕張の空」（1988年6月26日放送）、ならびに同作品の劇場公開用映画『仮面ライダーBLACK 恐怖!悪魔峠の怪人館』（1988年7月9日公開）では夕張市長役で特別出演した。この映画には石炭の歴史村やロボット大科学館なども登場している。
1985年発表の楽曲『めろん酒』の作詞を担当。
映画『北の零年』が制作されたのは夕張を利用した作品を作って欲しいと考えた中田の一助があり、ロケの拠点は夕張に置かれた。